# RAPD
RAPD (sprich rapid) ist die Abkürzung für engl. randomly amplified polymorphic DNA, zu deutsch zufällig vervielfältigte polymorphe DNA. RAPD ist eine besondere Form der Polymerase-Kettenreaktion. Die Methode wurde erstmals 1990 von Williams et al. beschrieben.
Bei der RAPD werden kurze Primer mit einer Länge von 8 bis 12 Nukleotiden verwendet, die zufällig erzeugt wurden. Aus genomischer DNA vervielfältigen sich dann nur DNA-Sequenzbereiche, die von der Sequenz des Primers eingeschlossen werden. Mit geeigneten Primern ergeben sich in der Elektrophorese individuelle Bandenmuster, die es erlauben, die Erbsubstanz unterschiedlicher Lebewesen zu vergleichen, ohne diese im Detail zu kennen. Es sind also keine aufwendigen Sequenzierungen erforderlich. In der Praxis dient das Verfahren für Untersuchungen der phylogenetischen Verwandtschaft von Tier- und Pflanzenarten.

## Beispiel
Primer5'-A-C-C-G-T-3'
Template DNA5' [...]-N-N-N-N-N-A-C-C-G-T-G-G-G-T-C-A-A-C-T-G-G-C-G-C-A-C-C-G-A-A-T-A-C-G-G-T-N-N-N-N-N-[...] 3'
3' [...]-N-N-N-N-N-T-G-G-C-A-C-C-C-A-G-T-T-G-A-C-C-G-C-G-T-G-G-C-T-T-A-T-G-C-C-A-N-N-N-N-N-[...] 5'
Amplifizierte DNA5'-A-C-C-G-T-G-G-G-T-C-A-A-C-T-G-G-C-G-C-A-C-C-G-A-A-T-A-C-G-G-T-3'
3'-T-G-G-C-A-C-C-C-A-G-T-T-G-A-C-C-G-C-G-T-G-G-C-T-T-A-T-G-C-C-A-5'
Primersequenz, revers komplementäre Sequenz

## Quelle
1. ↑  Williams, J.K.G et al. (1990): DNA polymorphisms amplified by arbitrary primers are useful as genetic markers. In:  Nucleic Acids Res. Bd. 18, S. 6531–6535. PMID 1979162, PMC 332606 (freier Volltext)